# Memecylon grande
Memecylon grande là một loài thực vật thuộc họ Melastomataceae. Đây là loài đặc hữu của Sri Lanka.